# Bep van Klaveren

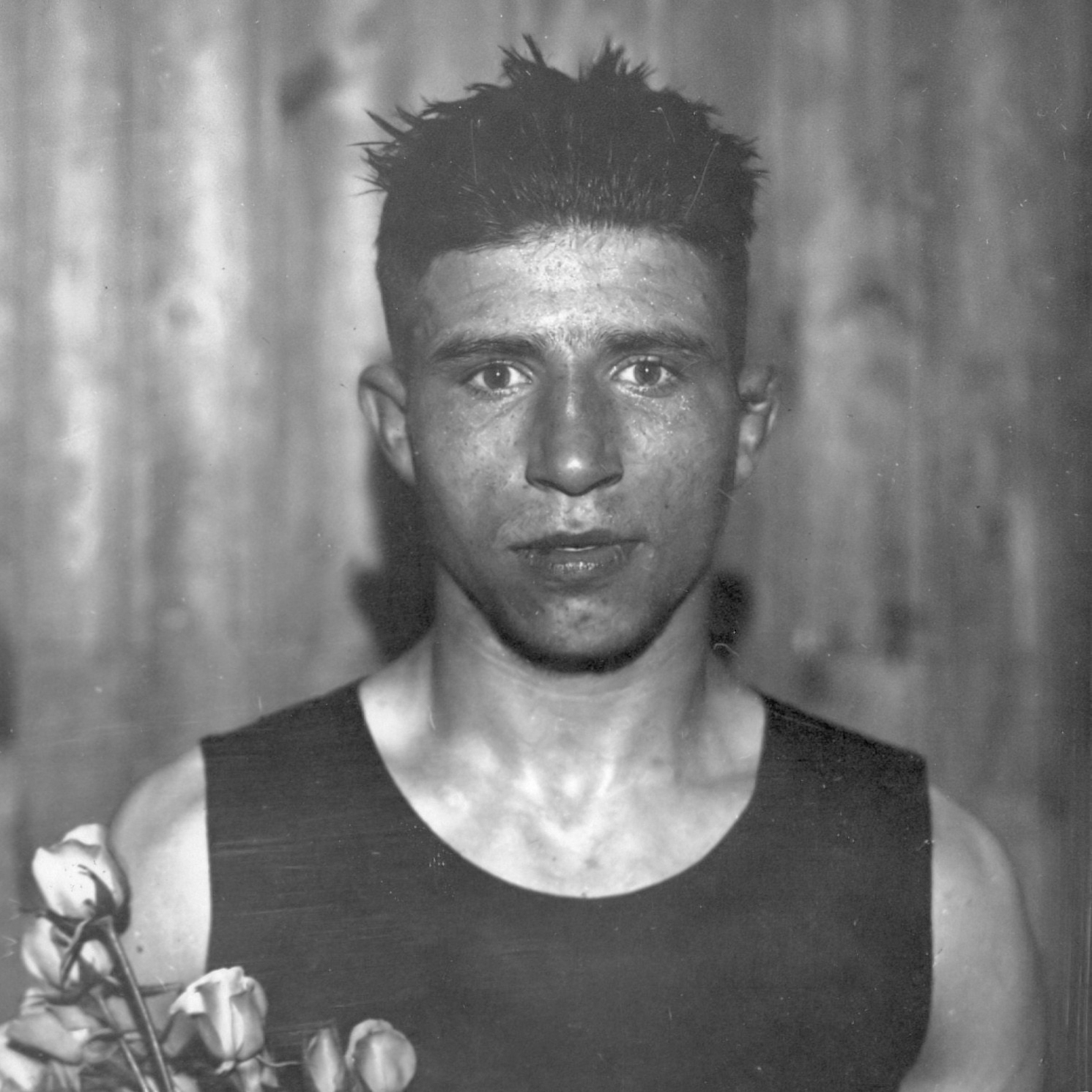
Bep van Klaveren (Olympische Spelen 1928 te Amsterdam)

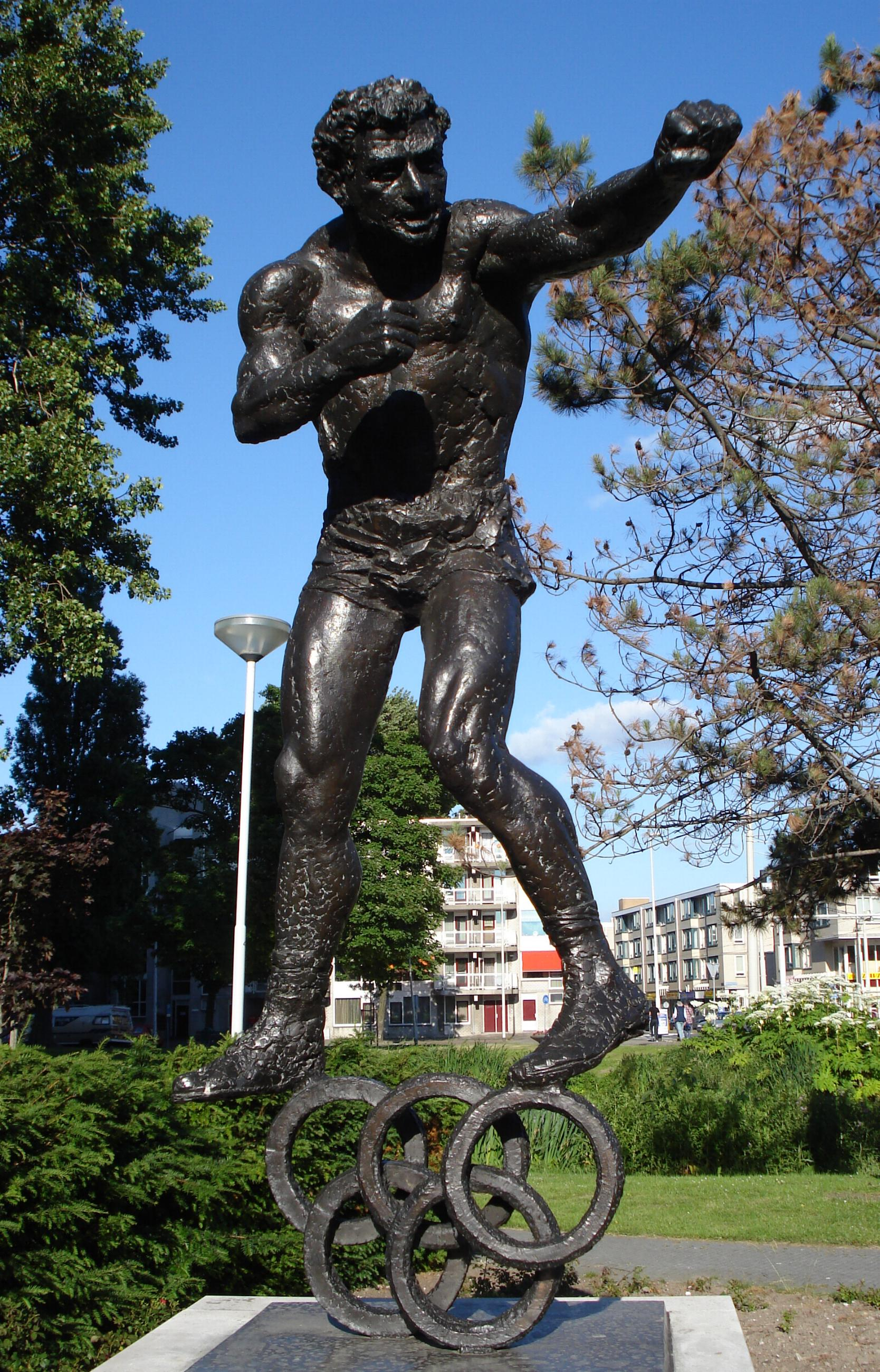
Standbeeld van Bep van Klaveren.

Lambertus (Bep) van Klaveren (tot 1916 Lambertus Steenhorst) ( Rotterdam, 26 september 1907 – aldaar, 12 februari 1992) was een Nederlands bokser, die gedurende zijn carrière de bijnaam The Dutch Windmill verwierf.
Van Klaveren werd tijdens de Olympische Spelen in Amsterdam in 1928 kampioen in de klasse vedergewicht. Hij werd daar gecoacht door Jan Ploeger. In 1931 werd hij Europees kampioen lichtgewicht en in 1938 Europees kampioen middengewicht. Hij woonde een tijd lang in de Verenigde Staten, waar hij ondanks aankondigingen nooit om de wereldtitel bokste. Waarschijnlijk wilden de organisatoren niet het risico nemen dat de ook voor hen lucratieve wereldtitel in handen van een buitenlander kwam. In totaal bokste Van Klaveren 102 wedstrijden; hij won er 77, verloor 18 keer en 7 partijen eindigden onbeslist. Hij bokste op 19 maart 1956 zijn afscheidswedstrijd, tegen de Duitser Werner Handtke.
Van Klaveren was niet alleen bekend vanwege zijn vechtlust (die hem in de gevangenis deed belanden, hij kreeg een jaar voor het buiten westen slaan van zijn vrouw, maar zat maar drie maanden uit), maar ook om zijn onverbloemd taalgebruik. Een bekend citaat van hem, over verslagen tegenstanders, was "Ik gaf hem een klap, hij hep nooit meer gebokst." Tot kort voor zijn dood op 84-jarige leeftijd trainde hij nog elke dag.
Van Klaveren stond bekend als een groot fan van de Rotterdamse voetbalclub Excelsior. Zijn jongere broer Piet deed mee aan het bokstoernooi tijdens de Olympische Zomerspelen 1952.
Van Klaveren was vegetariër, dit nadat hij had vernomen dat het zijn sportieve prestaties zou verbeteren.

## Herdenking

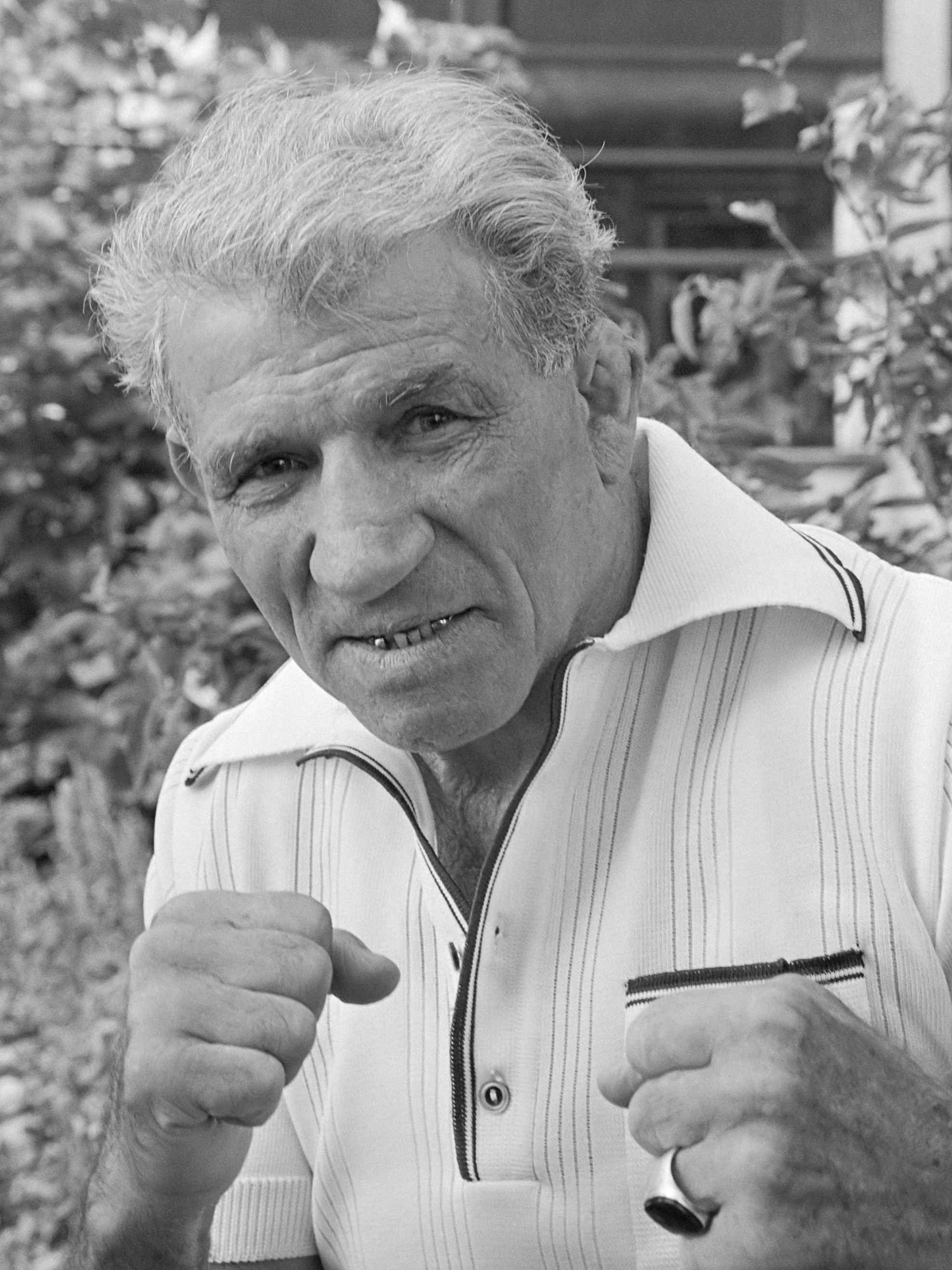
Bep van Klaveren (1982)

Op 26 september 1992, de eerste verjaardag na zijn overlijden, is er op de grens van de wijken Crooswijk en Kralingen aan de afwatering van de Rotte een bronzen standbeeld van Van Klaveren geplaatst. Het initiatief hiervoor kwam van zijn trouwe fan Aad Veerman, die ook de onthulling verrichtte in samenwerking met promotor van de bokssport Theo Huizenaar. Het beeld is gemaakt door Rotterdamse kunstenaar Willem Verbon en bekostigd door de gemeente.
De herinnering aan deze bokser wordt levendig gehouden door elke laatste maandag van september de Bep van Klaveren Memorial te houden in het Topsportcentrum naast de Kuip in Rotterdam. Nadat zijn grootste fan, steun en toeverlaat Aad Veerman het boksgala tien jaar organiseerde. Na de 25ste editie in 2018 is besloten om de memorial te veranderen in een jeugdtoernooi. Op de Bep van Klaveren Memorial wordt jaarlijks een minuut stilte ter nagedachtenis aan de Dutch Windmill gehouden en de Bep van Klaveren Memorial prijs uitgereikt.
Radio Rijnmond zendt in het programma Branie voor twee elk jaar de Bep-week uit rondom de Bep van Klaveren Memorial. In het programma worden oude fragmenten gekoppeld aan gasten en andere wetenswaardigheden over de Dutch Windmill. Die wordt in 2007 herdacht met een gala waarop de nationale militaire selectie onder leiding van Husnu Kocabas het opneemt tegen een formatie uit Zuid-Afrika. De Afrikaanse delegatie komt met steun van Charity partner Right To Play naar Nederland.
In 2007 werd Van Klaveren door bezoekers van de website van het Gemeentearchief Rotterdam gekozen tot de Grootste Rotterdammer. Hij liet onder andere de filosoof Erasmus en de politicus Pim Fortuyn achter zich. Lezers van het weblog GeenStijl werden ook opgeroepen op hem te stemmen.
In 2016 is in Amsterdam een typografisch herbestratingsplan voor de Bep van Klaverenboulevard ingediend door ontwerper Fred van Mourik en goedgekeurd voor uitvoering. De bijnaam van Bep "THE DUTCH WINDMILL" is in september weer beloopbaar en o.a. zichtbaar op de satellietkaart van Google Maps.